# Senecio pyrenaicus
La belesa
(Senecio pyrenaicus) es una especie  herbácea de la familia de las asteráceas.

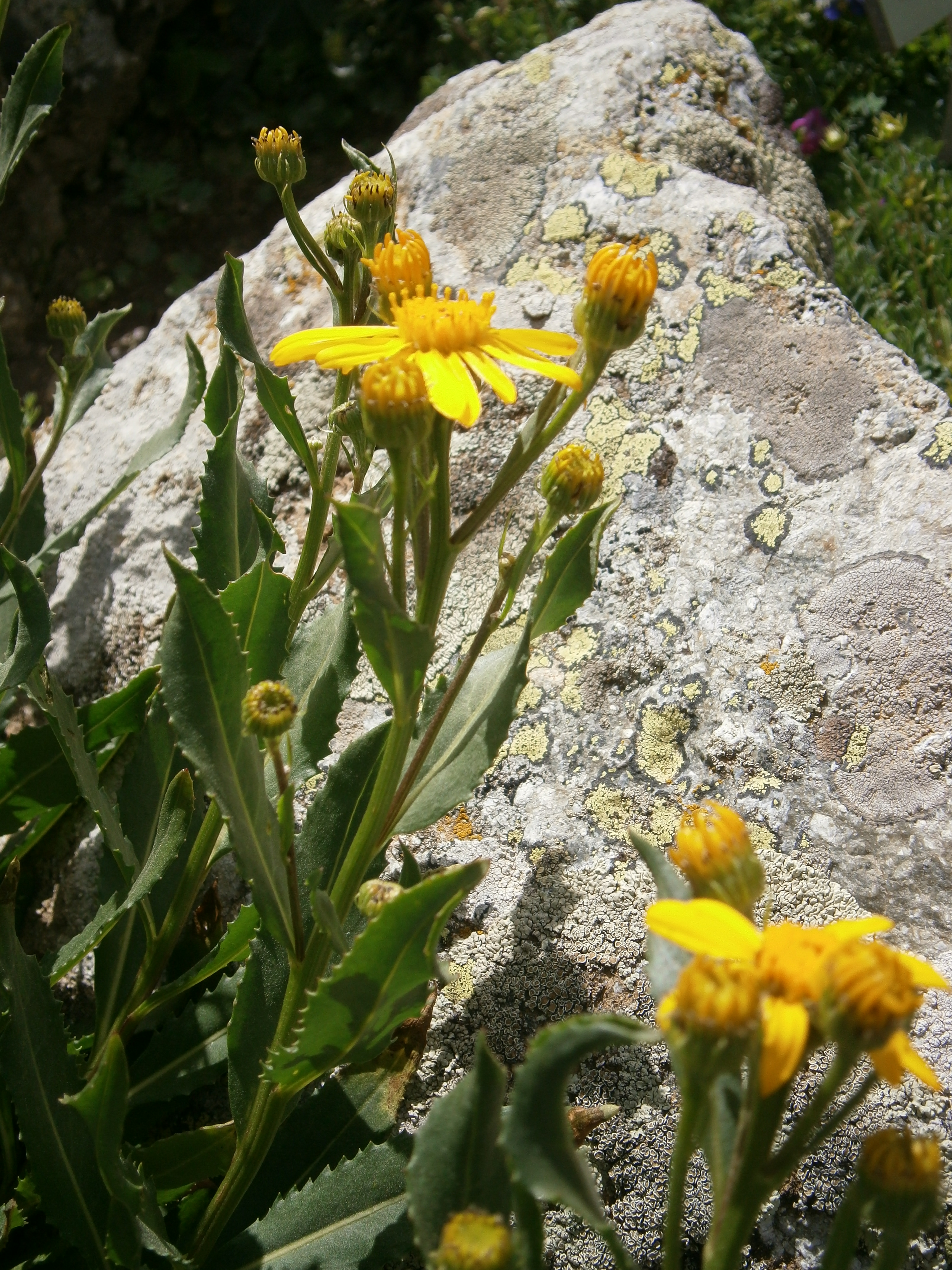
Vista de la planta

## Caracteres
Planta vivaz, lampiña o poco pelosa. Rizomatosa. Tallos con hojas hasta la mitad. Hojas ovaladas, coriáceas, lampiñas, enteras o finamente dentadas. Flores en capítulos amarillo-anaranjados de 25-35 mm de diámetro, cada uno con 10-16 lígulas amarillas en inflorescencias corimbosas. Brácteas del involucro en una sola fila, con entre 5 y 8 brácteas suplementarias en la parte inferior del involucro. Fruto en aquenio de 3,5-5 mm; vilano presente. Florece a final de primavera y en el verano

## Hábitat
Canchales, gleras, roquedos, terrenos pedregosos, fisuras, zonas innivadas y claros de pino negro.

## Distribución
En el Pirineo en Francia y España. En el Sistema Central en los pedregales  más frescos, por lo que puede verse también  en megaforbios (etimológicamente pasto grande)   y bordes pedregosos  de arroyos y gargantas.

## Observaciones
Popularmente puede ser confundido con las árnicas. Hay que mirar las hojas para distinguirlo de Arnica montana, cuyos capítulos son similares. Otra especie muy parecida es Senecio doronicum, de flores mayores y hojas que se quedan en la base del tallo del que suele salir una sola cabezuela.

## Taxonomía
Senecio pyrenaicus fue descrita por  Carlos Linneo  y publicado en Iter Hispan. 61, 304. 1758
Etimología
Ver: Senecio
pyrenaicus: epíteto geográfico que alude a su localización en los Pirineos.
Variedades
- Senecio pyrenaicus subsp. caespitosus (Brot.) Franco

Sinonimia
- Doria nemorensis Fourr.
- Senecio pyrenaicus subsp. pyrenaicus
- Senecio tournefortii Lapeyr.
- Senecio tournefortii subsp. tournefortii[5]

## Nombres comunes
- azuzon, azuzón, beleza (2), senecio, velesa, árnica.(el número entre paréntesis indica las especies que tienen el mismo nombre en España)[6]